# Okres Tapolca

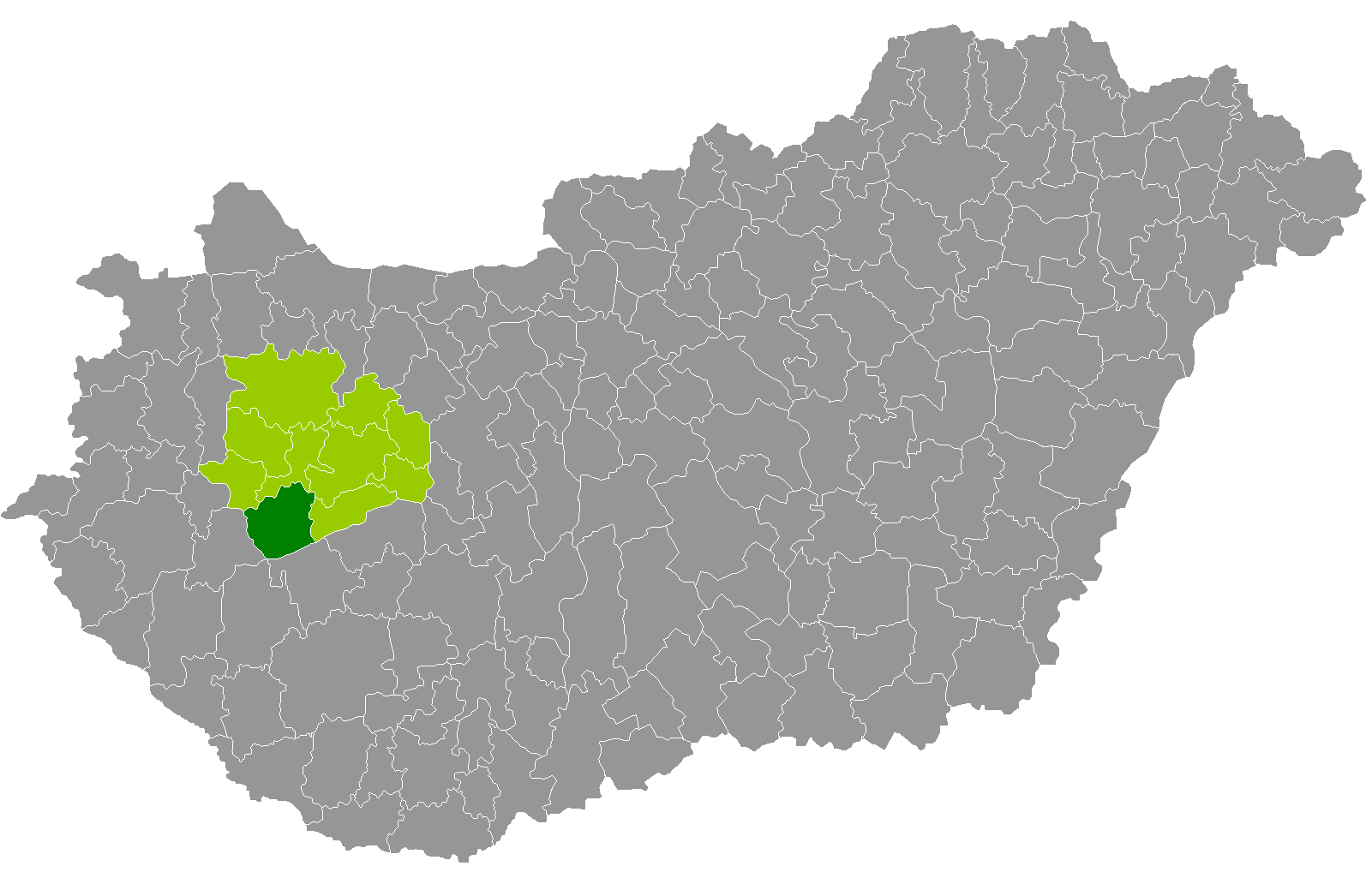
Okres Tapolca

Okres Tapolca (maďarsky Tapolcai járás) je okres v Maďarsku v župě Veszprém. Jeho správním centrem je město Tapolca.

## Sídla
V okrese jsou dvě města a 31 obcí.
- Ábrahámhegy
- Badacsonytomaj
- Badacsonytördemic
- Balatonederics
- Balatonhenye
- Balatonrendes
- Gyulakeszi
- Hegyesd
- Hegymagas
- Kapolcs
- Káptalantóti
- Kékkút
- Kisapáti
- Kővágóörs
- Köveskál
- Lesencefalu
- Lesenceistvánd
- Lesencetomaj
- Mindszentkálla
- Monostorapáti
- Nemesgulács
- Nemesvita
- Raposka
- Révfülöp
- Salföld
- Sáska
- Szentbékkálla
- Szigliget
- Taliándörögd
- Tapolca
- Uzsa
- Vigántpetend
- Zalahaláp